# Вулиця Родини Глаголєвих
Вулиця Родини Глаголєвих — вулиця в Шевченківському районі міста Києва, місцевість Сирець. Пролягає від Ризької вулиці до вулиці Ольжича.
Прилучаються вулиці Щусєва, Юрія Глушка і Володимира Сальського.

## Історія
Вулиця виникла у 50-ті роки XX століття під назвою Нова. Прокладена на місці знесеного Сирецького концтабору. 1957 року отримала назву вулиця Академіка Грекова, на честь історика з Миргороду, на ті часи російської Імперії, нині України, Бориса Грекова. 
Сучасна назва на честь Олександра та Олексія Глаголєвих, священиків Російської православної церкви, Праведників народів світу — з 2022 року. 
Сучасна забудова вулиці почалася у 1950-х роках; переважно складається з п'ятиповерхових «хрущовок» та будинків так званої перехідної серії (від «сталінки» до «хрущовки»).

## Установи та заклади
- Інклюзивно-ресурсний центр — колишня Загальноосвітня школа-інтернат № 20 санаторного типу (буд. № 2)
- Дошкільний навчальний заклад для дітей с тяжкими вадами мовлення № 323 (буд. № 16)
- Дошкільний навчальний заклад санаторного типу для тубінфікованих дітей № 343 (буд. № 24)

## Пам'ятники та меморіальні дошки
На початку (буд. № 1/6) та в кінці (буд. № 15) вулиці встановлено анотаційні дошки, на честь академіка Бориса Грекова (1882—1953), на чию честь було названо вулицю.
У подвір'ї будинку № 20 міститься меморіал на місці розстрілу футболістів київського «Динамо», учасників так званого «матчу смерті».

## Цікаві факти
- На низці будинкових покажчиків (адресних табличок) назву вулиці зазначено у формі вулиця Грекова.
- Після найменування в 2018 році вулиці Генерала Грекова (Подільський район)[4] у Києві до 2022 року було дві вулиці Грекова.

## Зображення

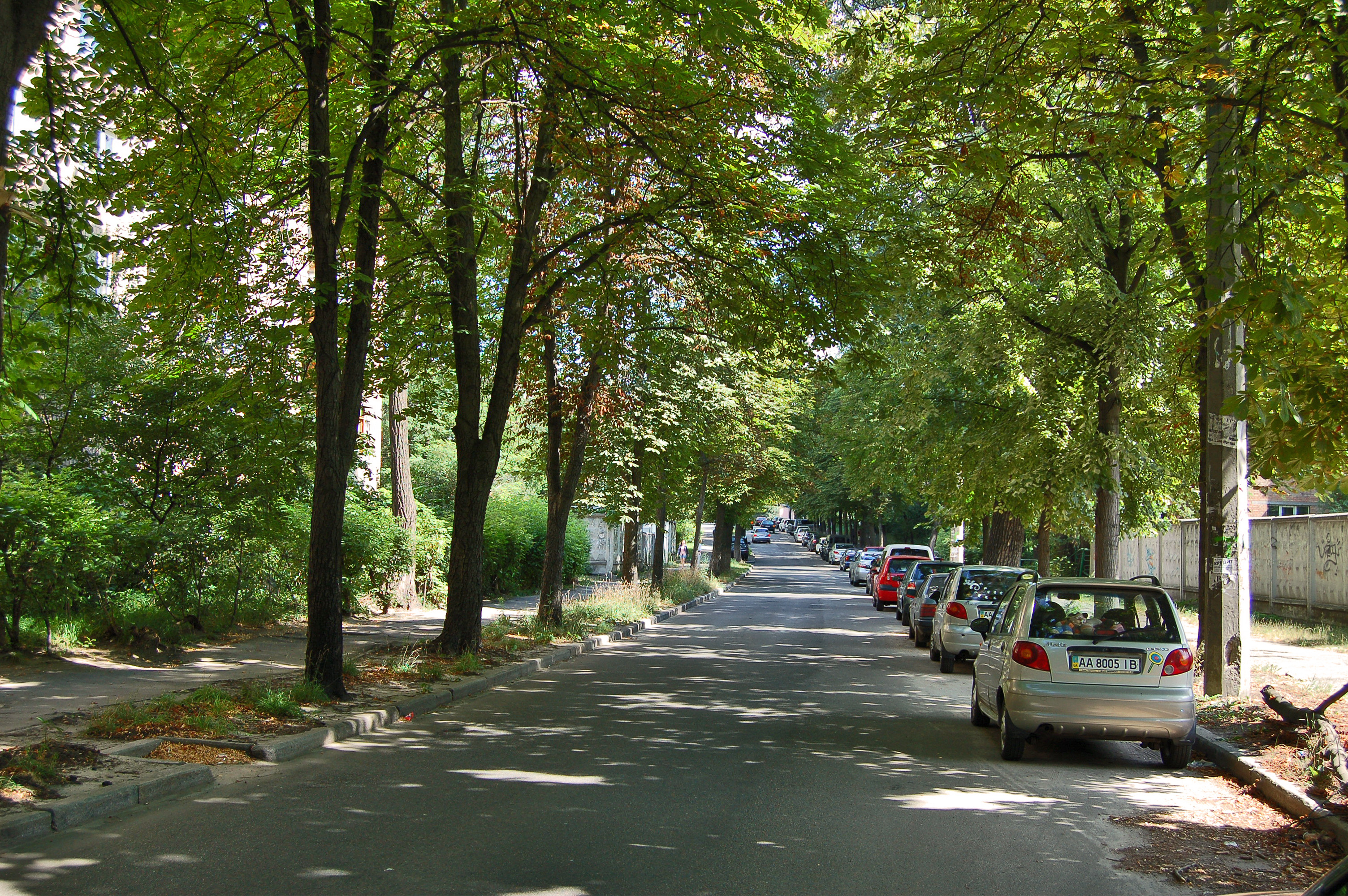
Поблизу перехрестя з Ризькою вулицею
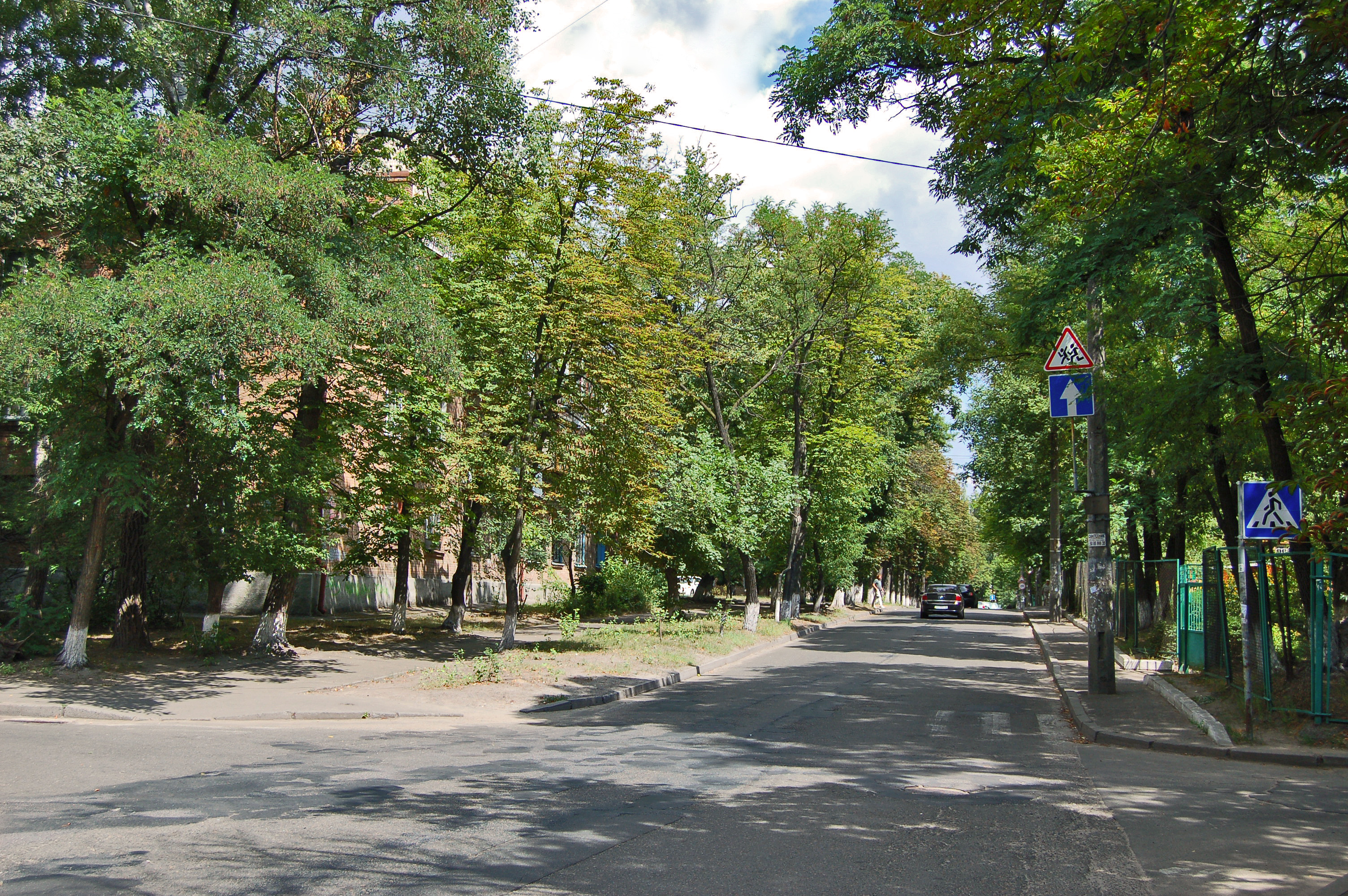
Поблизу перехрестя з вулицею Юрія Глушка
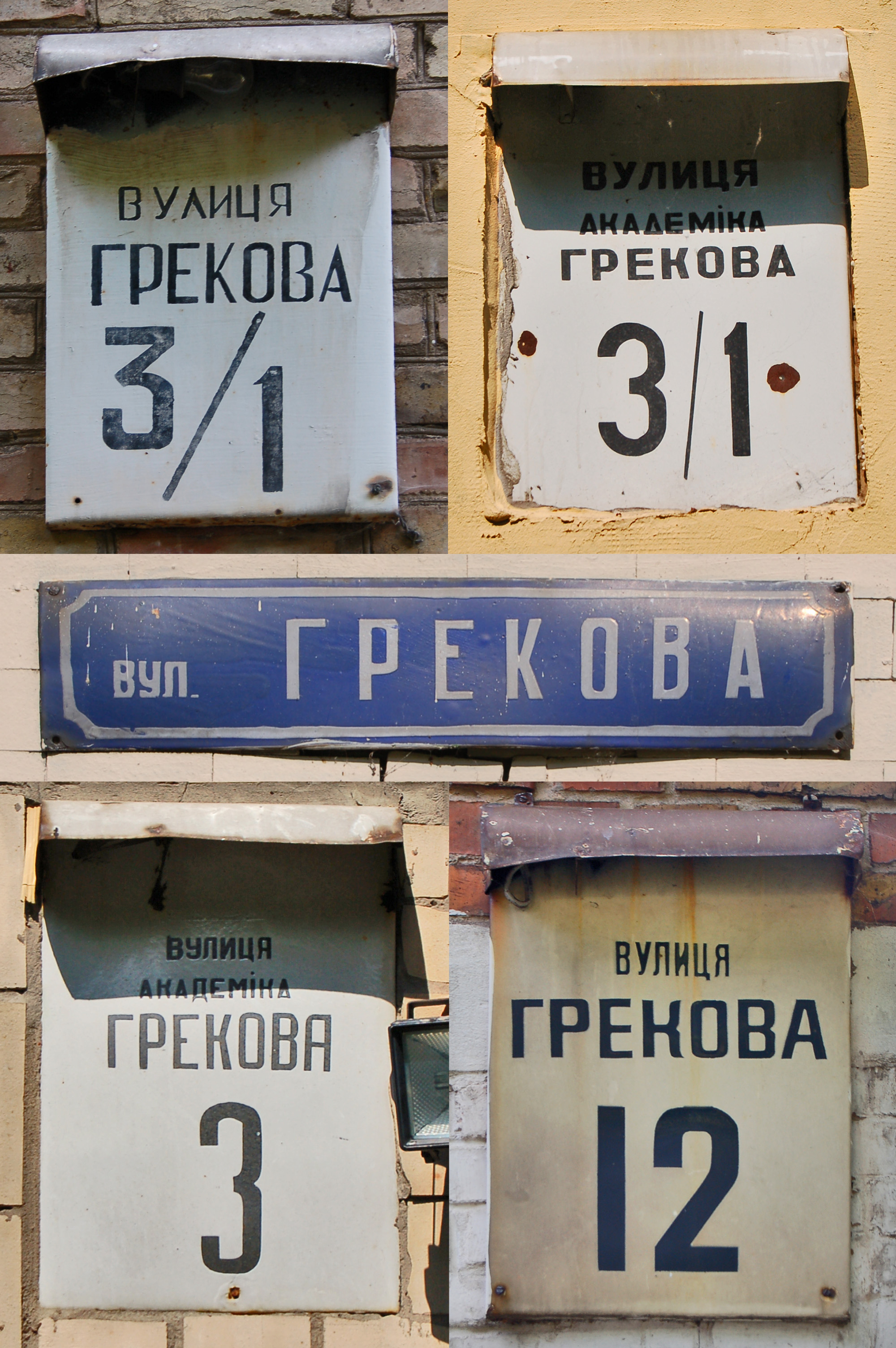
Варіанти адресних табличок на вулиці
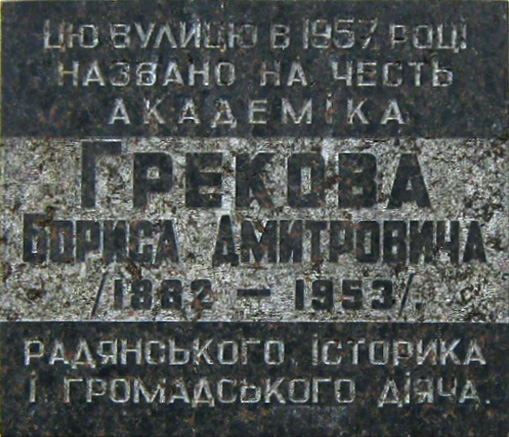
Анотаційна табличка на будинку № 6/1
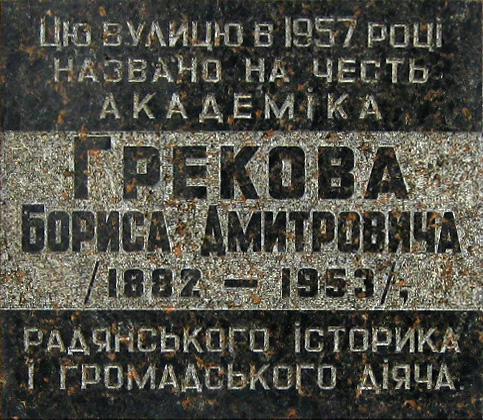
Анотаційна табличка на будинку № 15
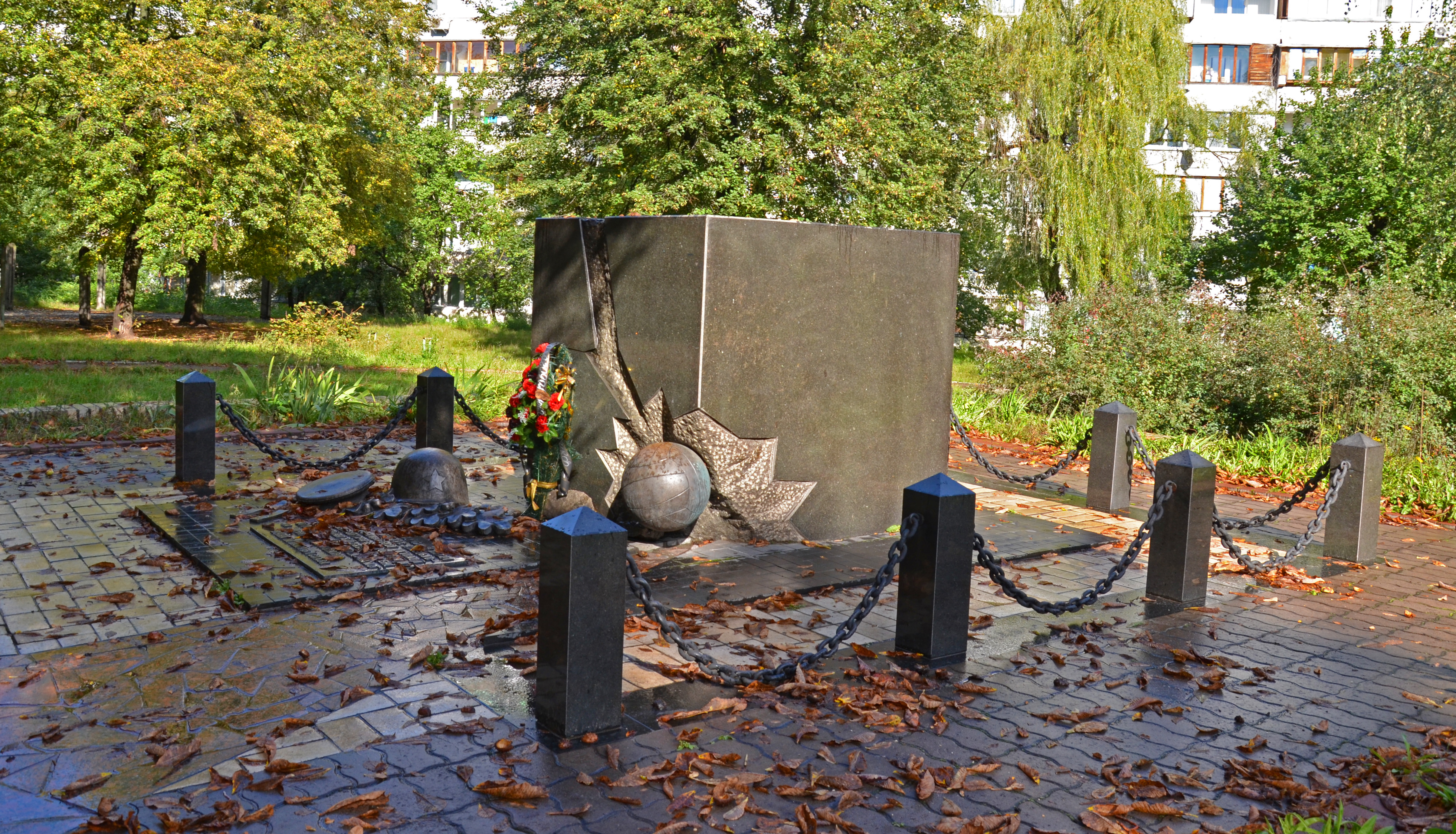
Пам'ятний знак на місці розстрілів в'язнів Сирецького концтабору в роки нацистської окупації Києва (інша назва — Пам'ятний знак розстріляним футболістам — учасникам легендарного «матчу смерті»)
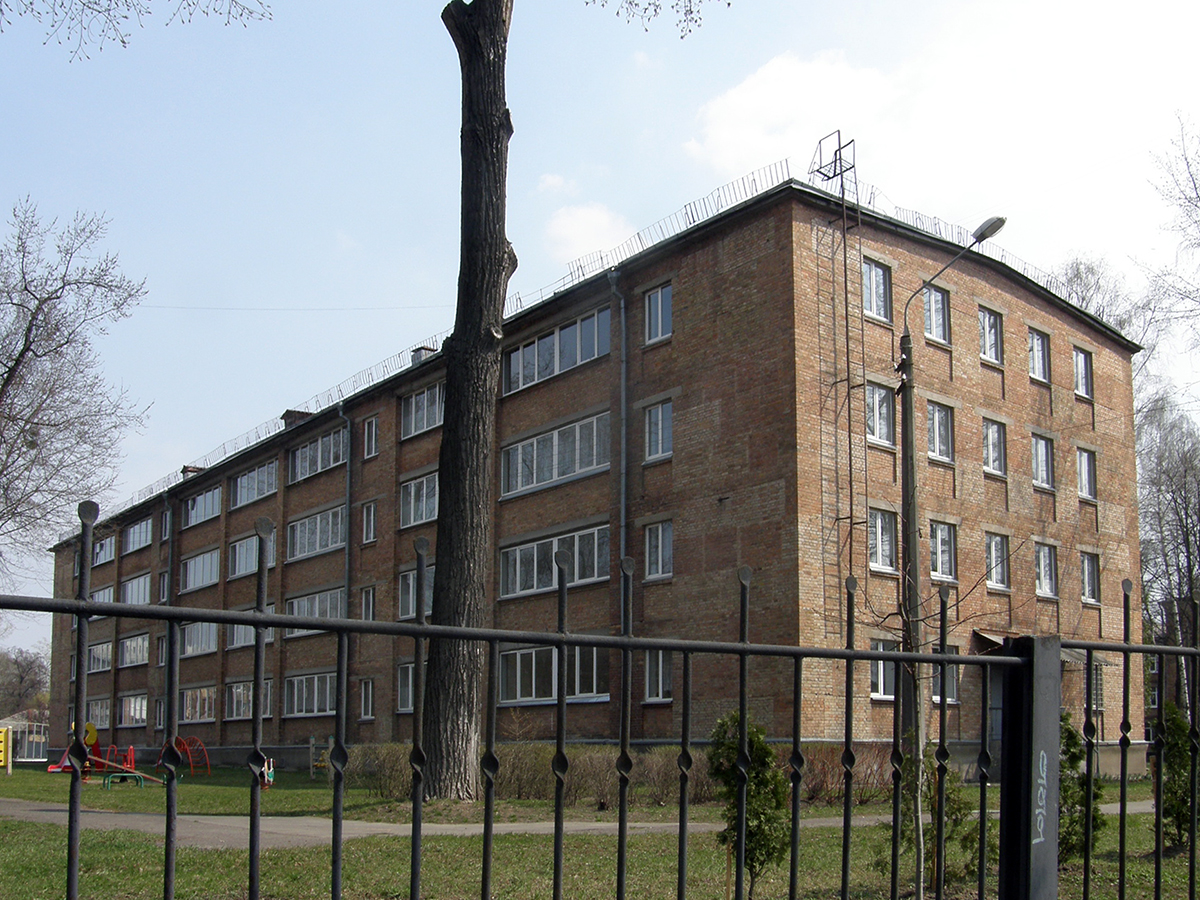
Спальний корпус інтернату № 20 для туберкульозних, типовий проєкт 2-02-99, 1961 р.
Кіоск із ремонту взуття, зразка 1950-х—60-х років (поблизу буд. № 16)